# Lista över Sveriges regenter
Följande lista över Sveriges regenter redogör för de personer som har varit regenter (kungar, regerande drottningar eller riksföreståndare) i kungariket Sverige sedan slutet av 900-talet. Landet har varit en monarki i över tusen år. Monarkins innehåll och makt, liksom Sveriges omfattning och sammansättning har varierat över tiden.
Det har därför med all sannolikhet funnits kungar i Sverige före den här listans början. Det finns också osäkra och motsägande uppgifter om sådana kungar. Dessa gestalter kallas därför sagokungar, även om vissa historiker vill se en del av dem som historiska (se svenska sagokungar). Även för de regenter som finns i nedanstående lista finns osäkerheter. Samtliga uppgifter mellan Stenkil och Filip och mellan Inge den yngre och Sverker den äldre är osäkra och det har förmodligen funnits ännu fler kungar och tronpretendenter under den tiden än de vars namn överlevt till idag (se svenska tronpretendenter). Dessutom överlappar många regenters regeringsår, och ofta erkändes de som kungar bara i vissa delar av riket.
Ordningstal på kungar är kända i Sverige sedan Erik XIV 1560. Han utgick från Johannes Magnus bok Historia de omnibus Gothorum Sveonomque regibus, som framställde en fantasifull lista över alla svenska kungar sedan syndafloden, och kom fram till att Erik var nummer fjorton med sitt namn. Samma sak gäller för de kungar som har namnet Karl, där Karl Sverkersson är den förste historiskt belagde kungen med detta namn, men den sjunde enligt Johannes Magnus kungalängd. Den förste historiskt belagde kungen från vilken en vedertagen kungalängd har kunnat upprättas från är Erik Segersäll.
Den nuvarande kungen, Carl XVI Gustaf, tillhör den Bernadotteska ätten, som har regerat Sverige sedan 1818.

## Erik Segersälls ätt
| Namn                                                | Bild | Födelse                                                        | Tillträde                                                                 | Frånträde                                                 | Död                                                       | Källor |
| --------------------------------------------------- | --- | -------------------------------------------------------------- | ------------------------------------------------------------------------- | --------------------------------------------------------- | --------------------------------------------------------- | ------ |
| Erik Segersäll                                      | Erik Segersäll. Illustration från Den Skandinaviska Nordens Historia, volym 1 av Gustaf Henrik Mellin (1850). | Cirka 945 enligt vissa källor son till Björn Eriksson          | Cirka 970 (då "småkung" av Svealand), enade möjligen Sverige på 990-talet | Cirka 995 sotdöd (sjukdom) på kungsgården i Gamla Uppsala | Cirka 995 sotdöd (sjukdom) på kungsgården i Gamla Uppsala | [ 6 ]  |
| Olof Skötkonung                                     | Silvermynt präglat av Olof med kungens stiliserade bild på.                                                   | Cirka 980 son till Erik Segersäll                              | Cirka 995 enade möjligen Sverige                                          | Cirka 1022 i Husaby i Västergötland                       | Cirka 1022 i Husaby i Västergötland                       | [ 7 ]  |
| Anund Jakob även känd under namnet Emund Kolbränna  | Mynt präglat av Anund med kungens stiliserade bild på.                                                        | Cirka 1008 son till Olof Skötkonung och Estrid av Obotriterna  | Cirka 1022 vid Olof Skötkonungs död                                       | Cirka 1050 sotdöd                                         | Cirka 1050 sotdöd                                         | [ 8 ]  |
| Emund den gamle även känd under namnet Emund Slemme | | Cirka 1000 son till Olof Skötkonung och frillan Edla av Venden | Cirka 1050 vid Anund Jakobs död                                           | Cirka 1060 sotdöd                                         | Cirka 1060 sotdöd                                         | [ 9 ]  |
| Namn                                                | Bild | Födelse                                                        | Tillträde                                                                 | Frånträde                                                 | Död                                                       | Källor |

## Stenkilska ättenoch tronstrider
Stenkilska ätten

      Estridska ätten
| Namn | Bild                                                                               | Födelse                                                                                      | Tillträde                                                                             | Frånträde | Död                                             | Källor |
| --- | ---------------------------------------------------------------------------------- | -------------------------------------------------------------------------------------------- | ------------------------------------------------------------------------------------- | --- | ----------------------------------------------- | ------ |
| Stenkil |                                                                                    | Cirka 1030 son till Ragnvald den gamle och möjligen till Astrid Nialsdotter                  | Cirka 1060 vid Emund den gamles död                                                   | Cirka 1066 sotdöd (i "hetsig feber") | Cirka 1066 sotdöd (i "hetsig feber")            | [ 10 ] |
| Efter Stenkils död utbryter strider om kungamakten. Olika källor har olika kungalängder, och situationen är på det hela taget oklar 1066–1088. |                                                                                    |                                                                                              |                                                                                       | |                                                 |        |
| Erik och Erik |                                                                                    |                                                                                              | Cirka 1066 vid Stenkils död, stred med varandra om makten                             | Cirka 1067 stupade i strid med varandra | Cirka 1067 stupade i strid med varandra         | [ 11 ] |
| Halsten |                                                                                    | Möjligen kring 1050 son till Stenkil och Emund den gamles dotter                             | Cirka 1070 efter Erikarnas död, möjligen regent senare igen tillsammans med Inge d.ä. | Cirka 1070 avsatt och fördriven | Okänt dödsår                                    | [ 12 ] |
| Anund Gårdske |                                                                                    | Okänt födelseår                                                                              | Kung i Svealand cirka 1070 vid Halstens fördrivning                                   | Cirka 1070 avsatt och fördriven | Okänt dödsår                                    | [ 13 ] |
| Håkan Röde | Runstenen som omnämner kung Håkan                                                  | Okänt födelseår                                                                              | 1070-talet                                                                            | 1079 eller 1080 | 1079 eller 1080                                 | [ 14 ] |
| Inge den äldre | Gravsten från 1500-talet, beställd av Johan III, med en påhittad bild av kung Inge | Okänt födelseår son till Stenkil och Emund den gamles dotter                                 | Cirka 1080 Möjligen tidigare samregent med Halsten eller Håkan                        | Enligt en isländsk uppgift skall han vid mitten av 1080-talet fördrivits från Mälardalen, men återvänt efter cirka tre år. Sedan kung till sin död. | Cirka 1100                                      | [ 15 ] |
| Blot-Sven | U 861 Norsta-runstenen utanför Uppsala nämner en Sven som antas vara Blot-Sven     | Okänt födelseår; enligt sägnen bror till Inge den äldres hustru.                             | Kung i Svealand vid mitten av 1080-talet vid Inge den äldres fördrivning              | Efter cirka tre år som kung | Efter cirka tre år som kung                     | [ 16 ] |
| Filip | Inges och förmodligen också Filips gravsten                                        | Okänt födelseår son till Halsten                                                             | Cirka 1100 vid Inge den äldres död                                                    | 1118 | 1118                                            | [ 17 ] |
| Inge den yngre | Inges och förmodligen också Filips gravsten                                        | Okänt födelseår son till Halsten                                                             | 1118                                                                                  | Cirka 1125 | Cirka 1125                                      | [ 18 ] |
| Vid Inge den yngres död utbryter på nytt tronstrider, och källorna är återigen motsägelsefulla 1125–1130.                                      |                                                                                    |                                                                                              |                                                                                       | |                                                 |        |
| Ragnvald Knaphövde |                                                                                    | Okänt födelseår                                                                              | 1120-talet Vald till kung i Svealand vid Inge den yngres död                          | Dödad efter kort tid på tronen | Dödad efter kort tid på tronen                  | [ 19 ] |
| Magnus Nilsson även känd under namnet Magnus den starke (omtvistad status som kung)                                                            | Magnus gravsten                                                                    | 1106 eller 1107 son till Nils av Danmark och kung Inge den äldres dotter Margareta Fredkulla | 1125 Vald till kung i Västergötland vid Inge den yngres död                           | 1130 Avsatt och fördriven från Sverige | 4 juni 1134 stupad i slaget vid Fotevik i Skåne | [ 20 ] |
| Namn | Bild                                                                               | Födelse                                                                                      | Tillträde                                                                             | Frånträde | Död                                             | Källor |

## Sverkerska ättenochErikska ätten
Sverkerska ätten

      Erikska ätten

      Estridska ätten
| Namn                       | Bild                                                                                  | Födelse                                                                           | Tillträde                                                                                     | Frånträde                                                                                 | Död                                                                                       | Källor |
| -------------------------- | ------------------------------------------------------------------------------------- | --------------------------------------------------------------------------------- | --------------------------------------------------------------------------------------------- | ----------------------------------------------------------------------------------------- | ----------------------------------------------------------------------------------------- | ------ |
| Sverker den äldre          | Relief i Heda kyrka i Ödeshög, som traditionellt anses föreställa kung Sverker        | Okänt födelseår                                                                   | Kung cirka 1130                                                                               | 25 december cirka 1156, möjligen mördad på väg till julottan                              | 25 december cirka 1156, möjligen mördad på väg till julottan                              | [ 21 ] |
| Erik den helige            | Kung Erik som han avbildades på Stockholms stads sigill, känt från 1376               | Okänt födelseår                                                                   | Kung cirka 1156 vid Sverker den äldres död                                                    | Cirka 1160 (enligt en sentida legend den 18 maj) mördad av Magnus Henriksson i Östra Aros | Cirka 1160 (enligt en sentida legend den 18 maj) mördad av Magnus Henriksson i Östra Aros | [ 22 ] |
| Magnus Henriksson          | Kung Erik dödas av Magnus, såsom Peringskiöld föreställde sig mordet                  | 1130 i Danmark son till Henrik Skadelår och kung Inge den äldres barnbarn Ingrid. | Cirka 1160 vid Erik den heliges död                                                           | 1161 dödad av Karl Sverkersson vid Örebro                                                 | 1161 dödad av Karl Sverkersson vid Örebro                                                 | [ 23 ] |
| Karl Sverkersson           | Karl Sverkerssons sigill                                                              | 1130-talet son till Sverker den äldre och Ulvhild Håkansdotter                    | Kung 1161 vid Magnus Henrikssons död                                                          | 12 april 1167 mördad på Visingsö av Knut Eriksson                                         | 12 april 1167 mördad på Visingsö av Knut Eriksson                                         | [ 24 ] |
| Kol                        |                                                                                       | Okänt födelseår                                                                   | Kung i Östergötland 1167 samregent med brodern Burislev                                       | 1173 stupad vid Bjälbo i Östergötland i strid med Knut Eriksson                           | 1173 stupad vid Bjälbo i Östergötland i strid med Knut Eriksson                           | [ 25 ] |
| Burislev                   |                                                                                       | Okänt födelseår                                                                   | Kung i Östergötland 1167 samregent med brodern Kol                                            | 1169 stupad i strid med Knut Eriksson                                                     | 1169 stupad i strid med Knut Eriksson                                                     | [ 25 ] |
| Knut Eriksson              | Väggmålning i Dädesjö kyrka av en man med krona och namnet "Canutus" (Knut på latin). | Före 1150 son till Erik den helige och Kristina Björnsdotter                      | Kung 1167 efter Karl Sverkerssons död Kung även i Östergötland 1173 vid Kol Sverkerssons död  | 1195 eller 1196 på Eriksbergs kungsgård i Västergötland                                   | 1195 eller 1196 på Eriksbergs kungsgård i Västergötland                                   | [ 26 ] |
| Sverker den yngre Karlsson | Sverkers mynt.                                                                        | 1164 son till Karl Sverkersson och Kristina Stigsdotter Hvide                     | Kung 1195 eller 1196 vid Knut Erikssons död                                                   | 31 januari 1208 avsatt efter slaget vid Lena                                              | 17 eller 18 juli 1210 stupad i slaget vid Gestilren                                       | [ 27 ] |
| Erik Knutsson              | Porträtt av kung Erik från graven i Varnhems kyrka (1500-talet).                      | 1180 son till Knut Eriksson                                                       | Kung 31 januari 1208 vid Sverker den yngres avsättning                                        | 10 april 1216 i "hetsig feber" eller tvinsot på Visingsö                                  | 10 april 1216 i "hetsig feber" eller tvinsot på Visingsö                                  | [ 28 ] |
| Johan Sverkersson          | Mynt slaget av Johan.                                                                 | 1201 son till Sverker den yngre Karlsson och Ingegärd Birgersdotter               | Kung 1216 vid Erik Knutssons död                                                              | 10 mars 1222 i sjukdom på Visingsö                                                        | 10 mars 1222 i sjukdom på Visingsö                                                        | [ 29 ] |
| Erik Eriksson              | Erik Erikssons sigill                                                                 | 1216 son till Erik Knutsson och Rikissa av Danmark                                | Vald till kung någon gång mellan 1 augusti 1222 och 31 juli 1223 efter Johan Sverkerssons död | 28 eller 29 november 1229 avsatt efter slaget vid Olustra                                 |                                                                                           | [ 30 ] |
| Knut Långe                 | Mynt slaget av kung Knut                                                              | Okänt födelseår son till Holmger och släkt med den erikska ätten                  | Kung 1229 vid Erik Erikssons avsättning                                                       | 1234 död i samband med Erik Erikssons återkomst                                           | 1234 död i samband med Erik Erikssons återkomst                                           | [ 31 ] |
| Erik Eriksson              | Erik Erikssons sigill                                                                 |                                                                                   | Återinsatt som kung 1234 i samband med Knut Långes död                                        | 2 februari 1250 på okänd plats                                                            | 2 februari 1250 på okänd plats                                                            | [ 32 ] |
| Namn                       | Bild                                                                                  | Födelse                                                                           | Tillträde                                                                                     | Frånträde                                                                                 | Död                                                                                       | Källor |

## Bjälboätten
Bjälboätten

| Namn                                                                                                 | Bild                                                                              | Födelse                                                                      | Tillträde | Frånträde                                                                | Död                                                         | Källor |
| --- | --------------------------------------------------------------------------------- | ---------------------------------------------------------------------------- | --- | ------------------------------------------------------------------------ | ----------------------------------------------------------- | ------ |
| Birger jarl                                                                                          | Birger Jarls samtida bildstod i Varnhems kyrka.                                   | 1200 eller 1210 son till Magnus Minnisköld och Ingrid Ylva                   | Regerande riksjarl i mars 1248 | 21 oktober 1266 på Jälbolung i Västergötland                             | 21 oktober 1266 på Jälbolung i Västergötland                | [ 33 ] |
| Valdemar Birgersson                                                                                  | Skulptur av kung Valdemar i Skara domkyrka.                                       | 1238 eller 1239 son till Birger jarl och kung Erik Erikssons syster Ingeborg | Vald till kung 1250 efter Erik Erikssons död Övertog styrelsen vid Birger jarls död 1266                                                                | 22 juli 1275 avsatt av Magnus Ladulås                                    | 26 december 1302 som fånge på Nyköpingshus                  | [ 34 ] |
| Magnus Ladulås                                                                                       | 1400-talsporträtt av kung Magnus på en vindsvägg i Riddarholmskyrkan i Stockholm. | 1240 son till Birger jarl och Ingeborg Eriksdotter                           | Kung 22 juli 1275 vid kung Valdemars avsättning | 18 december 1290 på Näs slott på Visingsö                                | 18 december 1290 på Näs slott på Visingsö                   | [ 35 ] |
| Birger Magnusson                                                                                     |                                                                                   | 1280 son till Magnus Ladulås och Helvig av Holstein                          | Tronföljare 1284 Kung 18 december 1290 vid Magnus Ladulås död                                                                                           | Mars eller april 1318 avsatt och fördriven av anhängare till sina bröder | 31 maj 1321 i Danmark                                       | [ 36 ] |
| Ingeborg Håkansdotter, svensk regent i eget namn fram till sonens trontillträde (1318 – 8 juli 1319) |                                                                                   |                                                                              | |                                                                          |                                                             |        |
| Magnus Eriksson                                                                                      | Kung Magnus på titelsidan av Magnus Erikssons landslag.                           | Våren 1316 son till hertig Erik Magnusson och Ingeborg Håkansdotter          | Vald till kung 8 juli 1319 på Mora äng | Februari 1364 avsatt vid Albrekts av Mecklenburg kungaval                | 1 december 1374 drunknad vid skeppsbrott vid Bergen i Norge | [ 38 ] |
| Erik Magnusson                                                                                       | Kung Eriks sigill.                                                                | Början av 1339 son till Magnus Eriksson och Blanka av Namur                  | Tronföljare 6 december 1344 Utropad till kung i opposition mot Magnus Eriksson 17 oktober 1356 Erkänd som kung över stora delar av landet 28 april 1357 | 20 juni 1359 i pest                                                      | 20 juni 1359 i pest                                         | [ 39 ] |
| Håkan Magnusson                                                                                      | Kung Håkans sigill.                                                               | Augusti 1340 son till Magnus Eriksson och Blanka av Namur                    | Vald till kung i opposition mot Magnus Eriksson 15 februari 1362 Senare under året försonad och samregent med honom                                     | Februari 1364 avsatt vid Albrekts av Mecklenburg kungaval                | Augusti eller 10 eller 11 september 1380 i Oslo i Norge     | [ 40 ] |
| Namn                                                                                                 | Bild                                                                              | Födelse                                                                      | Tillträde | Frånträde                                                                | Död                                                         | Källor |

## Mecklenburgska ätten
| Namn                   | Bild                  | Födelse | Tillträde             | Frånträde                                                           | Död                                      | Källor |
| ---------------------- | --------------------- | --- | --------------------- | ------------------------------------------------------------------- | ---------------------------------------- | ------ |
| Albrekt av Mecklenburg | Albrekts gravmonument | 1338 eller 1340 son till hertig Albrekt den store av Mecklenburg och kung Magnus Erikssons syster Eufemia Eriksdotter | Kung 15 februari 1364 | 24 februari 1389 besegrad i slaget vid Åsle och avsatt av Margareta | 31 mars eller 1 april 1412 i Mecklenburg | [ 41 ] |
| Namn                   | Bild                  | Födelse | Tillträde             | Frånträde                                                           | Död                                      | Källor |

## Kalmarunionens monarkerochriksföreståndare
Estridska ätten

      Huset Wittelsbach

      Huset Oldenburg

| Namn                         | Bild                                                       | Födelse | Tillträde | Frånträde | Död                                                       | Källor |
| ---------------------------- | ---------------------------------------------------------- | --- | --- | --- | --------------------------------------------------------- | ------ |
| Margareta                    | Margaretas bild på graven                                  | Våren 1353 dotter till kung Valdemar Atterdag av Danmark och Helvig av Slesvig. Håkan Magnussons änka, samt ättling till den svenske kungen Erik Knutsson | Regerande drottning 24 februari 1389 23 juli 1396 samregent med Erik av Pommern                                    | 28 oktober 1412 pestdöd i Flensburg                                                                                   | 28 oktober 1412 pestdöd i Flensburg                       | [ 42 ] |
| Erik av Pommern              | Erik av Pommern, Gripsholmslott. Okänd konstnär och datum. | 1382 son till hertig Vratislav VII av Pommern och Maria av Mecklenburg, ättling till den svenske kungen Magnus Ladulås                                    | Kung 23 juli 1396 (samregent med Margareta) Ensam regent 28 oktober 1412 vid hennes död                            | 16 augusti 1434 uppsagd tro och lydnad                                                                                |                                                           | [ 43 ] |
| Erik av Pommern              | Erik av Pommern, Gripsholmslott. Okänd konstnär och datum. | | Återtagen som kung 14 oktober 1435                                                                                 | 11 januari 1436 åter uppsagd tro och lydnad                                                                           |                                                           | [ 44 ] |
| Karl Knutsson (Bonde)        | Staty av Karl Knutsson.                                    | Möjligen 1 oktober 1408 eller 1409 son till riddar Knut Tordsson (Bonde) och Margareta Karlsdotter (Sparre av Tofta)                                      | Februari 1436 samregerande rikshövitsman med Engelbrekt Engelbrektsson (ensam i ämbetet vid Engelbrekts död 4 maj) | 1 september 1436, då Erik av Pommern återinsattes som kung (Karl Knutsson fortfarande rikshövitsman till 6 mars 1438) |                                                           | [ 45 ] |
| Erik av Pommern              | Erik av Pommern, Gripsholmslott. Okänd konstnär och datum. | | Återtagen som kung 1 september 1436                                                                                | 29 september eller 1 oktober 1439 avsatt vid ett möte i Tälje                                                         | 3 maj 1459 i Pommern                                      | [ 46 ] |
| Karl Knutsson (Bonde)        | Staty av Karl Knutsson.                                    | | Riksföreståndare 17 oktober 1438                                                                                   | 13 september 1440, då Kristofer av Bayern valdes till kung                                                            |                                                           | [ 47 ] |
| Kristofer av Bayern          |                                                            | 26 februari 1416 eller 1418 son till hertig Johan av Pfalz och Erik av Pommerns syster Katarina av Pommern                                                | Vald till kung villkorligt i oktober 1440 Hyllad som kung 13 september 1441                                        | 6 januari 1448 i Helsingborg                                                                                          | 6 januari 1448 i Helsingborg                              | [ 48 ] |
| Bengt Jönsson (Oxenstierna)  |                                                            | Omkring 1395 son till Jöns Bengtsson (Oxenstierna) d.ä. och Märta Finvidsdotter (Frössviksätten)                                                          | Riksföreståndare i januari 1448 vid kung Kristofers död                                                            | 20 juni 1448, då Karl Knutsson valdes till kung                                                                       | 1449 eller 1450                                           | [ 49 ] |
| Nils Jönsson (Oxenstierna)   |                                                            | Omkring 1390 son till Jöns Bengtsson (Oxenstierna) d.ä. och Märta Finvidsdotter (Frössviksätten)                                                          | Riksföreståndare i januari 1448 vid kung Kristofers död                                                            | 20 juni 1448, då Karl Knutsson valdes till kung                                                                       | Tidigast i oktober 1450                                   | [ 49 ] |
| Karl Knutsson (Bonde)        | Staty av Karl Knutsson                                     | | Kung 20 juni 1448                                                                                                  | 24 februari 1457 avsatt och flydd till Danzig                                                                         |                                                           | [ 50 ] |
| Jöns Bengtsson (Oxenstierna) | Jöns Bengtssons sigill                                     | 1417 son till Bengt Jönsson (Oxenstierna) och Kristina Kristiernsdotter (Vasa)                                                                            | Riksföreståndare i mars 1457 efter kung Karls avsättning                                                           | 23 juni 1457 då Kristian I valdes till kung                                                                           |                                                           | [ 51 ] |
| Erik Axelsson (Tott)         |                                                            | 1417 son till Axel Pedersson (Tott) och Ingeborg Ivarsdotter                                                                                              | Riksföreståndare i mars 1457 efter kung Karls avsättning                                                           | 23 juni 1457 då Kristian I valdes till kung                                                                           |                                                           | [ 51 ] |
| Kristian I                   | Porträtt av Kristian I                                     | Februari 1426 son till greve Didrik av Oldenburg och Hedvig av Holstein, ättling till den svenske kungen Magnus Ladulås                                   | Kung 23 juni 1457                                                                                                  | 23 juni 1464 avsatt och flydd till Danmark                                                                            | 21 maj 1481 i Köpenhamn                                   | [ 52 ] |
| Karl Knutsson (Bonde)        | Staty av Karl Knutsson                                     | | Kung 9 augusti 1464                                                                                                | 30 januari 1465 åter avsatt                                                                                           |                                                           | [ 53 ] |
| Kettil Karlsson (Vasa)       |                                                            | 1433 eller 1434 son till Karl Kristiernsson (Vasa) och Ebba Eriksdotter Krummedige                                                                        | Riksföreståndare 26 december 1464                                                                                  | 11 augusti 1465 pestdöd på slottet Tre Kronor i Stockholm                                                             | 11 augusti 1465 pestdöd på slottet Tre Kronor i Stockholm | [ 54 ] |
| Jöns Bengtsson (Oxenstierna) | Jöns Bengtssons sigill                                     | | Riksföreståndare 11 augusti 1465 vid Kettil Karlssons död                                                          | 18 oktober 1466 avsatt                                                                                                | 15 december 1467 på Öland                                 | [ 55 ] |
| Erik Axelsson (Tott)         |                                                            | | Riksföreståndare 18 oktober 1466 vid Jöns Bengtssons avsättning                                                    | 12 november 1467 då Karl Knutsson valdes till kung                                                                    | Februari eller mars 1481 i Viborg i Finland               | [ 56 ] |
| Karl Knutsson (Bonde)        | Staty av Karl Knutsson                                     | | Kung 12 november 1467                                                                                              | 15 maj 1470 på slottet Tre Kronor i Stockholm                                                                         | 15 maj 1470 på slottet Tre Kronor i Stockholm             | [ 12 ] |
| Sten Sture den äldre         | S:t Göran i Storkyrkan anses föreställa Sten.              | 1440 son till Gustav Anundsson Sture och Birgitta Stensdotter (Bielke)                                                                                    | Själv utropad till riksföreståndare 16 maj 1470 Erkänd på posten 1 juni 1470                                       | 6 oktober 1497 vid Hans kungaval                                                                                      | 14 december 1503 i Jönköping                              | [ 57 ] |
| Hans även känd som Johan II  | Staty av kung Hans                                         | 1 eller 2 februari 1455 son till Kristian I och Dorotea av Brandenburg                                                                                    | Erkänd som kung 6 oktober 1497 Vald till kung 18 oktober 1497                                                      | 1 augusti 1501 avsatt                                                                                                 | 20 februari 1513 i danska Ålborg                          | [ 58 ] |
| Sten Sture den äldre         | S:t Göran i Storkyrkan anses föreställa Sten.              | | Riksföreståndare 12 november 1501 efter kung Hans avsättning                                                       | 14 december 1503 i Jönköping                                                                                          | 14 december 1503 i Jönköping                              | [ 12 ] |
| Svante Nilsson (Sture)       | Svante Nilssons sigill                                     | 1460 son till Nils Sture (Natt och Dag) och Birgitta Karlsdotter (Bonde)                                                                                  | Riksföreståndare 21 januari 1504                                                                                   | 31 december 1511 eller 2 januari 1512 i Västerås                                                                      | 31 december 1511 eller 2 januari 1512 i Västerås          | [ 59 ] |
| Erik Trolle                  |                                                            | 1460 son till Arvid Birgersson (Trolle) och Kristina Jonsdotter (Gädda) eller Beata Ivarsdotter (Tott)                                                    | Riksföreståndare i mitten av januari 1512                                                                          | 23 juli 1512 avsatt vid Sten Sture den yngres riksföreståndarval                                                      | 1530                                                      | [ 60 ] |
| Sten Sture den yngre         | Sentida bild av Sten Sture den yngre                       | 1492, 1493 eller 1494 son till Svante Nilsson (Sture) och Iliana Erengisledotter (Gädda)                                                                  | Riksföreståndare 23 juli 1512                                                                                      | 3 februari 1520 på Mälarens is                                                                                        | 3 februari 1520 på Mälarens is                            | [ 61 ] |
| Kristian II                  |                                                            | 1 juli 1481 i danska Nyborg son till kung Hans och Kristina av Sachsen                                                                                    | Erkänd som svensk kung av riksrådet 6 mars 1520 Vald till kung 1 november 1520                                     | 23 augusti 1521 avsatt vid Gustav Vasas riksföreståndarval                                                            | 25 januari 1559 i fängelse på Kalundborg på Själland      | [ 62 ] |
| Gustav Vasa                  |                                                            | 12 maj 1496 på Rydboholm eller Lindholmen i Uppland son till Erik Johansson (Vasa) och Cecilia Månsdotter (Eka)                                           | Riksföreståndare 23 augusti 1521                                                                                   | Själv vald till kung 6 juni 1523                                                                                      |                                                           | [ 63 ] |
| Namn                         | Bild                                                       | Födelse | Tillträde | Frånträde | Död                                                       | Källor |

## Vasaätten
Vasaätten

| Namn                                                          | Bild | Födelse | Tillträde | Frånträde | Död                                                 | Källor |
| ------------------------------------------------------------- | ---- | --- | --- | --- | --------------------------------------------------- | ------ |
| Gustav Vasa även känd under namnet Gustav I                   |      | | Kung 6 juni 1523 | 29 september 1560 på slottet Tre Kronor i Stockholm                                                                    | 29 september 1560 på slottet Tre Kronor i Stockholm | [ 12 ] |
| Erik XIV                                                      |      | 13 december 1533 på slottet Tre Kronor i Stockholm son till Gustav Vasa och Katarina av Sachsen-Lauenburg         | Tronföljare 1544 vid införandet av Västerås arvförening Kung 29 september 1560 vid faderns död                                       | 29 september 1568 tillfångatagen och avsatt av sina bröder Johan och Karl 26 januari 1569 formellt avsatt av ständerna | 26 februari 1577 på Örbyhus slott i Uppland         | [ 64 ] |
| Johan III                                                     |      | 20 december 1537 på Stegeborgs slott i Östergötland son till Gustav Vasa och Margareta Eriksdotter (Leijonhufvud) | Utropad till kung 30 september 1568 efter brodern Eriks avsättning Erkänd som kung av ständerna 26 januari 1569                      | 17 november 1592 på slottet Tre Kronor i Stockholm                                                                     | 17 november 1592 på slottet Tre Kronor i Stockholm  | [ 65 ] |
| Sigismund                                                     |      | 20 juni 1566 på Gripsholms slott son till Johan III och Katarina Jagellonica                                      | Kung 17 november 1592 vid faderns död                                                                                                | 24 juli 1599 avsatt av ständerna                                                                                       | 19 april 1632 i Warszawa                            | [ 66 ] |
| Karl IX                                                       |      | 4 oktober 1550 på slottet Tre Kronor i Stockholm son till Gustav Vasa och Margareta Eriksdotter (Leijonhufvud)    | Bekräftad av ständerna som riksföreståndare 24 juli 1599 vid Sigismunds avsättning Kung 22 mars 1604                                 | 30 oktober 1611 på Nyköpingshus i Södermanland                                                                         | 30 oktober 1611 på Nyköpingshus i Södermanland      | [ 67 ] |
| Gustav II Adolf även känd under namnet Gustav Adolf den store |      | 9 december 1594 på slottet Tre Kronor i Stockholm son till Karl IX och Kristina av Holstein-Gottorp               | Tronföljare 22 mars 1604 vid faderns trontillträde Omyndig kung 30 oktober 1611 vid faderns död Myndigförklarad 26 december samma år | 6 november 1632 stupad i slaget vid Lützen                                                                             | 6 november 1632 stupad i slaget vid Lützen          | [ 68 ] |
| Kristina                                                      |      | 7 december 1626 på slottet Tre Kronor i Stockholm dotter till Gustav II Adolf och Maria Eleonora av Brandenburg   | Tronföljare från födseln Omyndig drottning 6 november 1632 vid faderns död Myndigförklarad 8 december 1644                           | 6 juni 1654 abdikerad till förmån för Karl X Gustav                                                                    | 9 april 1689 i Rom                                  | [ 69 ] |
| Namn                                                          | Bild | Födelse | Tillträde | Frånträde | Död                                                 | Källor |

## Pfalziska ätten
Huset Wittelsbach
| Namn            | Bild | Födelse | Tillträde                                                                                            | Frånträde                                                                     | Död                                                                           | Källor |
| --------------- | ---- | --- | --- | ----------------------------------------------------------------------------- | ----------------------------------------------------------------------------- | ------ |
| Karl X Gustav   |      | 8 november 1622 på Nyköpingshus i Nyköping son till greve Johan Kasimir av Pfalz-Zweibrücken och Karl IX:s dotter Katarina | Kung 6 juni 1654 vid Kristinas abdikation                                                            | 13 februari 1660 i lunginflammation i Kungshuset i Göteborg                   | 13 februari 1660 i lunginflammation i Kungshuset i Göteborg                   | [ 70 ] |
| Karl XI         |      | 24 november 1655 på slottet Tre Kronor i Stockholm son till Karl X Gustav och Hedvig Eleonora av Holstein-Gottorp          | Omyndig kung 13 februari 1660 vid faderns död Myndig 18 december 1672                                | 5 april 1697 i magcancer på slottet Tre Kronor i Stockholm                    | 5 april 1697 i magcancer på slottet Tre Kronor i Stockholm                    | [ 71 ] |
| Karl XII        |      | 17 juni 1682 på slottet Tre Kronor i Stockholm son till Karl XI och Ulrika Eleonora av Danmark                             | Omyndig kung 5 april 1697 vid faderns död Myndigförklarad 8 november samma år                        | 30 november 1718 dödsskjuten vid belägringen av Fredrikstens fästning i Norge | 30 november 1718 dödsskjuten vid belägringen av Fredrikstens fästning i Norge | [ 72 ] |
| Ulrika Eleonora |      | 23 januari 1688 på slottet Tre Kronor i Stockholm dotter till Karl XI och Ulrika Eleonora av Danmark                       | Utropad till drottning 5 december 1718 vid budet om Karl XII:s död Vald av riksdagen 23 januari 1719 | 29 februari 1720 abdikerad till förmån för Fredrik I                          | 24 november 1741 i Kungshuset i Stockholm                                     | [ 73 ] |
| Namn            | Bild | Födelse | Tillträde                                                                                            | Frånträde                                                                     | Död                                                                           | Källor |

## Hessiska ätten
| Namn      | Bild | Födelse | Tillträde                                                                  | Frånträde                                          | Död                                                | Källor |
| --------- | ---- | --- | -------------------------------------------------------------------------- | -------------------------------------------------- | -------------------------------------------------- | ------ |
| Fredrik I |      | 18 april 1676 i Kassel i tyska Hessen son till lantgreve Karl I av Hessen-Kassel och Maria Amalia av Kurland | Vald till kung av riksdagen 24 mars 1720 efter Ulrika Eleonoras abdikation | 25 mars 1751 av kallbrand i Kungshuset i Stockholm | 25 mars 1751 av kallbrand i Kungshuset i Stockholm | [ 74 ] |
| Namn      | Bild | Födelse | Tillträde                                                                  | Frånträde                                          | Död                                                | Källor |

## Holstein-Gottorpska ätten
Huset Oldenburg
| Namn            | Bild | Födelse | Tillträde                                                                                         | Frånträde | Död | Källor |
| --------------- | ---- | --- | ------------------------------------------------------------------------------------------------- | --- | --- | ------ |
| Adolf Fredrik   |      | 4 maj 1710 på tyska Gottorp son till Kristian August av Holstein-Gottorp och Albertina Fredrika av Baden-Durlach | Vald till tronföljare av riksdagen 23 juni 1743 Kung 25 mars 1751 vid föregångarens död           | 12 februari 1771 av slaganfall på Stockholms slott | 12 februari 1771 av slaganfall på Stockholms slott | [ 75 ] |
| Gustav III      |      | 13 januari 1746 i Kungshuset i Stockholm son till Adolf Fredrik och Lovisa Ulrika av Preussen                    | Kronprins 25 mars 1751 vid faderns trontillträde Kung 12 februari 1771 vid faderns död            | 29 mars 1792 av blodförgiftning och lunginflammation på Stockholms slott. Detta till följd av att han under en maskeradbal två veckor tidigare hade skjutits med ett skott i ryggen av Jacob Johan Anckarström. | 29 mars 1792 av blodförgiftning och lunginflammation på Stockholms slott. Detta till följd av att han under en maskeradbal två veckor tidigare hade skjutits med ett skott i ryggen av Jacob Johan Anckarström. | [ 76 ] |
| Gustav IV Adolf |      | 1 november 1778 på Stockholms slott son till Gustav III och Sofia Magdalena av Danmark                           | Kronprins från födseln Omyndig kung 29 mars 1792 vid faderns död Myndig 1 november 1796           | Arresterad på Stockholms slott 13 mars 1809 Abdikerad 29 mars 1809 Formellt avsatt av riksdagen 10 maj samma år och därefter landsförvisad                                                                      | 7 februari 1837 på värdshuset Vita hästen i schweiziska Sankt Gallen | [ 77 ] |
| Karl XIII       |      | 26 september 1748 i Kungshuset i Stockholm son till Adolf Fredrik och Lovisa Ulrika av Preussen                  | Riksföreståndare 13 mars 1809 vid Gustav IV Adolfs arrestering 6 juni 1809 självutropad till kung | 5 februari 1818 på Stockholms slott | 5 februari 1818 på Stockholms slott | [ 78 ] |
| Namn            | Bild | Födelse | Tillträde                                                                                         | Frånträde | Död | Källor |

## Bernadotteska ätten
| Namn                                                      | Bild | Födelse | Tillträde | Frånträde                                                         | Död                                                               | Källor |
| --------------------------------------------------------- | ---- | --- | --- | ----------------------------------------------------------------- | ----------------------------------------------------------------- | ------ |
| Karl XIV Johan (före 1810 Jean Baptiste Jules Bernadotte) |      | 26 januari 1763 i franska Pau son till advokaten Henri Bernadotte och Jeanne de Saint-Jean                               | Vald till tronföljare av riksdagen i Örebro 21 augusti 1810 Kung 5 februari 1818 vid föregångarens död                                              | 8 mars 1844 av kallbrand efter ett slaganfall på Stockholms slott | 8 mars 1844 av kallbrand efter ett slaganfall på Stockholms slott | [ 79 ] |
| Oscar I (född som Joseph François Oscar Bernadotte)       |      | 4 juli 1799 i Frankrikes huvudstad Paris son till Jean Baptiste Bernadotte och Désirée Clary                             | Arvfurste 21 augusti 1810 vid faderns tronföljarval Kronprins 5 februari 1818 vid faderns trontillträde Kung 8 mars 1844 vid faderns död            | 8 juli 1859 av hjärntumör på Stockholms slott                     | 8 juli 1859 av hjärntumör på Stockholms slott                     | [ 80 ] |
| Karl XV                                                   |      | 3 maj 1826 på Stockholms slott son till Oscar I och Josefina av Leuchtenberg                                             | Arvprins från födseln Kronprins 8 mars 1844 vid faderns trontillträde Regent 25 september 1857 vid faderns sjukdom Kung 8 juli 1859 vid faderns död | 18 september 1872 i tarmtuberkulos i Malmö                        | 18 september 1872 i tarmtuberkulos i Malmö                        | [ 81 ] |
| Oscar II                                                  |      | 21 januari 1829 på Stockholms slott son till Oscar I och Josefina av Leuchtenberg                                        | Tronföljare 8 juli 1859 vid föregångarens trontillträde Kung 18 september 1872 vid föregångarens död                                                | 8 december 1907 på Stockholms slott                               | 8 december 1907 på Stockholms slott                               | [ 82 ] |
| Gustaf V                                                  |      | 16 juni 1858 på Drottningholms slott son till Oscar II och Sofia av Nassau                                               | Kronprins 18 september 1872 vid faderns trontillträde Kung 8 december 1907 vid faderns död                                                          | 29 oktober 1950 på Drottningholms slott                           | 29 oktober 1950 på Drottningholms slott                           | [ 83 ] |
| Gustaf VI Adolf                                           |      | 11 november 1882 på Stockholms slott son till Gustaf V och Victoria av Baden                                             | Arvprins från födseln Kronprins 8 december 1907 vid faderns trontillträde Kung 29 oktober 1950 vid faderns död                                      | 15 september 1973 på Helsingborgs lasarett                        | 15 september 1973 på Helsingborgs lasarett                        | [ 84 ] |
| Carl XVI Gustaf                                           |      | 30 april 1946 på Haga slott utanför Stockholm son till Gustaf VI Adolfs son arvprins Gustaf Adolf och prinsessan Sibylla | Arvprins från födseln Kronprins 29 oktober 1950 vid farfaderns trontillträde Kung 15 september 1973 vid Gustaf VI Adolfs död                        |                                                                   |                                                                   | [ 85 ] |
| Namn                                                      | Bild | Födelse | Tillträde | Frånträde                                                         | Död                                                               | Källor |

## Statistik

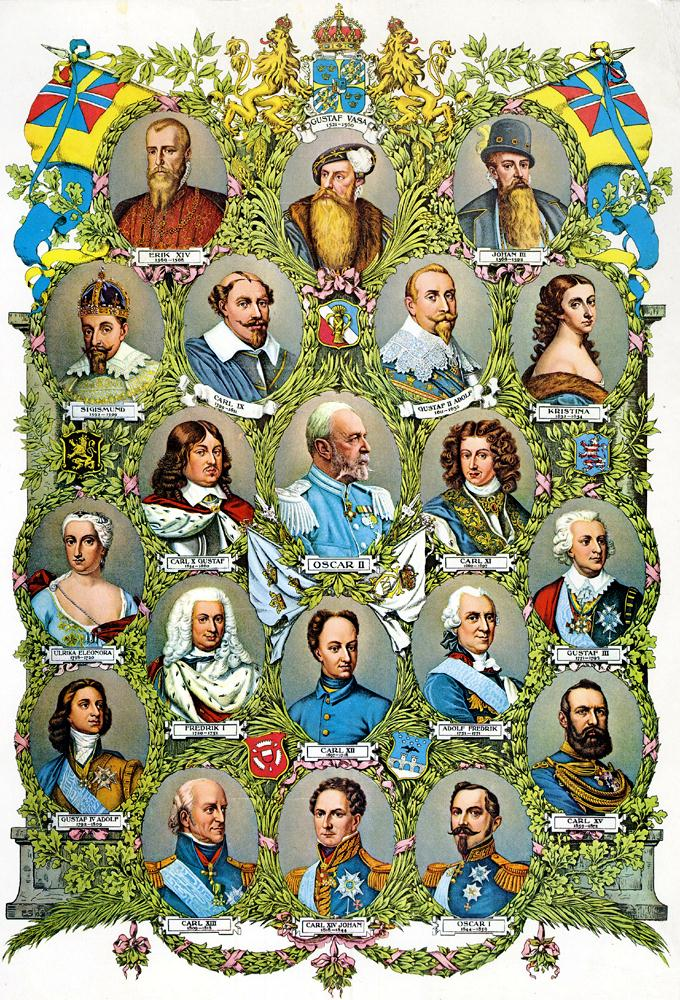
En tavla över regenterna i Sverige 1521–1907 (några kungar var inledningsvis riksföreståndare, vilket man här för enkelhets skull har bortsett ifrån).

Flera av Sveriges regenter var minderåriga vid tillträdet. Yngst var Magnus Eriksson, (3 år och omkring 3 månader). I modern tid var Karl XI yngst (4 år, 2 månader och 20 dagar), följd av Kristina (5 år, 10 månader och 29 dagar), medan den äldste var Gustaf VI Adolf (67 år, 11 månader och 18 dagar). Den svenske regent som regerat längst är den nuvarande kungen Carl XVI Gustaf (hittills 51 år och 334 dagar), följd av Magnus Eriksson (44 år, 7 månader och 7 dagar), Gustaf V (42 år, 10 månader och 21 dagar), Gustav Vasa (39 år, 1 månad och 6 dagar) och Erik av Pommern (38 år och 24 dagar). Av dem man känner till ålder på när de dog, var den äldste Gustaf V (92 år, 4 månader och 13 dagar), följd av Gustaf VI Adolf (90 år, 10 månader och 4 dagar), medan de yngsta var Erik Magnusson (omkring 20 år), och Johan Sverkersson (20 eller 21 år).

### Statistisk tabell över Sveriges regenter från Gustav Vasa och framåt
| Namn            | Levnad            | Levnad            | Levnad              | Regering          | Regering             | Regering          | Regering            |
| Namn            | Född              | Död               | Ålder               | Tillträde         | Ålder vid tillträdet | Frånträde         | Regeringstid        |
| --------------- | ----------------- | ----------------- | ------------------- | ----------------- | -------------------- | ----------------- | ------------------- |
| Carl XVI Gustaf | 30 april 1946     | Ännu levande      | 79 år och 110 dagar | 15 september 1973 | 27 år och 138 dagar  | Ännu regerande    | 51 år och 337 dagar |
| Gustaf VI Adolf | 11 november 1882  | 15 september 1973 | 90 år och 308 dagar | 29 oktober 1950   | 67 år och 352 dagar  | 15 september 1973 | 22 år och 321 dagar |
| Gustaf V        | 16 juni 1858      | 29 oktober 1950   | 92 år och 135 dagar | 8 december 1907   | 49 år och 175 dagar  | 29 oktober 1950   | 42 år och 325 dagar |
| Oscar II        | 21 januari 1829   | 8 december 1907   | 78 år och 321 dagar | 18 september 1872 | 43 år och 241 dagar  | 8 december 1907   | 35 år och 81 dagar  |
| Karl XV         | 3 maj 1826        | 18 september 1872 | 46 år och 138 dagar | 8 juli 1859       | 33 år och 66 dagar   | 18 september 1872 | 13 år och 72 dagar  |
| Oscar I         | 4 juli 1799       | 8 juli 1859       | 60 år och 4 dagar   | 8 mars 1844       | 44 år och 248 dagar  | 8 juli 1859       | 15 år och 122 dagar |
| Karl XIV Johan  | 26 januari 1763   | 8 mars 1844       | 81 år och 42 dagar  | 5 februari 1818   | 55 år och 10 dagar   | 8 mars 1844       | 26 år och 32 dagar  |
| Karl XIII       | 26 september 1748 | 5 februari 1818   | 69 år och 132 dagar | 13 mars 1809      | 60 år och 168 dagar  | 5 februari 1818   | 8 år och 329 dagar  |
| Gustav IV Adolf | 1 november 1778   | 7 februari 1837   | 58 år och 98 dagar  | 29 mars 1792      | 13 år och 149 dagar  | 29 mars 1809      | 17 år och 0 dagar   |
| Gustav III      | 13 januari 1746   | 29 mars 1792      | 46 år och 76 dagar  | 12 februari 1771  | 25 år och 30 dagar   | 29 mars 1792      | 21 år och 46 dagar  |
| Adolf Fredrik   | 4 maj 1710        | 12 februari 1771  | 60 år och 284 dagar | 25 mars 1751      | 40 år och 325 dagar  | 12 februari 1771  | 19 år och 324 dagar |
| Fredrik I       | 18 april 1676     | 25 mars 1751      | 74 år och 341 dagar | 24 mars 1720      | 43 år och 341 dagar  | 25 mars 1751      | 31 år och 1 dag     |
| Ulrika Eleonora | 23 januari 1688   | 24 november 1741  | 53 år och 305 dagar | 5 december 1718   | 30 år och 316 dagar  | 29 februari 1720  | 1 år och 86 dagar   |
| Karl XII        | 17 juni 1682      | 30 november 1718  | 36 år och 166 dagar | 5 april 1697      | 15 år och 72 dagar   | 30 november 1718  | 21 år och 239 dagar |
| Karl XI         | 24 november 1655  | 5 april 1697      | 41 år och 132 dagar | 13 februari 1660  | 4 år och 81 dagar    | 5 april 1697      | 37 år och 51 dagar  |
| Karl X Gustav   | 8 november 1622   | 13 februari 1660  | 37 år och 97 dagar  | 6 juni 1654       | 31 år och 210 dagar  | 13 februari 1660  | 5 år och 252 dagar  |
| Kristina        | 7 december 1626   | 9 april 1689      | 62 år och 123 dagar | 6 november 1632   | 5 år och 335 dagar   | 6 juni 1654       | 21 år och 212 dagar |
| Gustav II Adolf | 9 december 1594   | 6 november 1632   | 37 år och 333 dagar | 30 oktober 1611   | 16 år och 325 dagar  | 6 november 1632   | 21 år och 7 dagar   |
| Karl IX         | 4 oktober 1550    | 30 oktober 1611   | 61 år och 26 dagar  | 24 juli 1599      | 48 år och 293 dagar  | 30 oktober 1611   | 12 år och 98 dagar  |
| Sigismund       | 20 juni 1566      | 19 april 1632     | 65 år och 304 dagar | 17 november 1592  | 26 år och 150 dagar  | 24 juli 1599      | 6 år och 249 dagar  |
| Johan III       | 20 december 1537  | 17 november 1592  | 54 år och 333 dagar | 30 september 1568 | 30 år och 285 dagar  | 17 november 1592  | 24 år och 48 dagar  |
| Erik XIV        | 13 december 1533  | 26 februari 1577  | 43 år och 75 dagar  | 29 september 1560 | 26 år och 291 dagar  | 29 september 1568 | 8 år och 0 dagar    |
| Gustav Vasa     | 12 maj 1496       | 29 september 1560 | 64 år och 140 dagar | 23 augusti 1521   | 25 år och 103 dagar  | 29 september 1560 | 39 år och 37 dagar  |